# Алеппо
Але́ппо (Халаб) (араб. حلب — «халаб») — стародавнє місто на північному заході Сирії.
Розміщене в північній частині Сирії, між річками Оронт і Євфрат, на степовій річці Коїке (також відомій як Нагр-ель-Халаб), біля північно-західного підніжжя пустельного узвишшя, у широкій улоговині, оточеній зусібіч високими вапняними стінами, на висоті 380 м над рівнем моря і за 300 км на північний схід від Дамаска. Найбільший промисловий і торговий центр Сирії.

## Історія
Документально підтверджено, що Халаб існував чотири з половиною тисячоліття тому. Місто виникло, може, навіть у VI тисячолітті до нашої ери. Його згадують хетські письмові пам'ятки в центральній Анатолії, а також у записах з міста-держави Марі на річці Євфрат. У XIV—XIII століттях до Різдва Христового тут правили хети. Згодом місто стало вузловим пунктом для караванів із Великого шовкового шляху. З IX по VII століття до нашої ери воно належало ассирійцям і називалося Халман. Потім його захопили перси, а в 333 році до Різдва Христового — Александр Македонський. Три століття у місті панували греки з династії Селевкідів. Вони перейменували його на Верію і звели тут цитадель на пагорбі. За римлян Алеппо стало найбільшим християнським центром Близького Сходу. Тут побудували величезний, як на ті часи, собор, що нині є мечеттю Ель-Іалаве. 637 року Халаб захопили араби, і наприкінці I тисячоліття за їхнього правління він сягнув небувалого розквіту, уславився своєю наукою, літературою та медициною. 1260-го місто розграбували монголи, а 1400-го — орди Тимура. Згодом були єгипетські мамелюки, а з 1516 року — турки-османи.

### Український слід
| | Турки та араби називають це місто Халаб, грецькою ж і слов'янською воно називається Іверія, бо й митрополит тутешній зветься Іверійським. Халаб — місто уславлене, знамените і найбільше в Сирії, воно переважає Дамаск багатством, кількістю мешканців і розмірами… Тут будинки, турецькі мечеті й високі мінарети гарно та міцно збудовані з чотиригранних тесаних каменів; також і ринок дуже багатий і гарний, більший, ніж у Дамаску, з багатьма торговими рядами, з накриттями від сонця та вітру, гідними всякої хвали. Різних християн тут багато: вірмени, сирійці, мароніти й уніати, що мають грецький чин, а догмати папські. Є тут і православні, але їх небагато… Чимало там і римлян, i ченців, i купців, але ті мають свої окремі потаємні невеличкі церкви. Правдиво розповідають, що в місті мешкає дві третини християн, а одна третина язичників або невірних. Усіх-бо християн, православних і єретиків, налічується чотирнадцять тисяч; також безліч є магометан і гебреїв; місцевий люд розмовляє турецькою та арабською мовами». |
| — В. Г. Григорович-Барський, «Мандри по святих місцях Сходу». Халаб, (15 листопада — 14 грудня 1728 року) | |

З Алеппо в довгу подорож, у тому числі і в Україну, в 1654 році вирушив Бульос аль-Халябі Ібн аз-Заіма аль-Халябі, відомий під іменем Павло Алеппський. «Подорож Патріарха Макарія», у якій автор описує тогочасну Україну, і досі перекладають та перевидають у різних країнах.
1708 року в Алеппо коштом гетьмана Івана Мазепи було видано Євангеліє арабською мовою, а Антіохійський патріарх Афанасій отримав від Мазепи 3000 злотих для підтримки православ'я в тогочасній Сирії.

### Громадянська війна в Сирії
Поточна громадянська війна в Сирії почалася 2011 року, а бої за Алеппо розгорнулися влітку 2012-го та не вщухають станом на осінь 2016-го. Війна призвела до страшних руйнувань в Алеппо, зокрема, у найдавнішій частині міста, пам'ятці Світової спадщини ЮНЕСКО. Містяни переважно підтримували «поміркованих повстанців», проте в провінції Алеппо діяли також і прихильники ІДІЛ. За свідченнями американських спецслужб, у передмістях Алеппо прихильниками президента Асада була використана хімічна зброя. Облога урядовими військами призвела до гуманітарної катастрофи у двомільйонному місті, цілями бомбардувань авіації неодноразово ставали цивільні об'єкти (школи, лікарні). 17 серпня 2016 року внаслідок повітряного удару загинуло вісім людей, із них п'ятеро — діти. Закривавлений п'ятирічний Омран Дакніш став символом «жаху війни в Сирії».
У боях за Алеппо 2015—2016 років війська Асада діяли за підтримки бойовиків Хезболи, Ірану та ВПС Росії.

### Звільнення Алеппо повстанцями в 2024 році
Наприкінці листопада 2024 року визвольні сили спільно з дружніми та протурецькими угрупованнями здійснили стрімкий наступ на підконтрольні режиму Асада території. Завдяки ефекту несподіванки визвольні сили змогли визволити понад десяток населених пунктів та нав'язати бої у передмісті Алеппо. У період з 28 по 29 листопада 2024 року повстанці змогли взяти під контроль понад 70 відсотків території міста, захопивши зокрема військово-дослідницький центр.

## Клімат
Місто знаходиться у зоні середземноморського клімату. Найтепліший місяць — липень з середньою температурою 28,9 °C. Найхолодніший місяць — січень, із середньою температурою 6,1 °C.
| Клімат Алеппо           | Клімат Алеппо | Клімат Алеппо | Клімат Алеппо | Клімат Алеппо | Клімат Алеппо | Клімат Алеппо | Клімат Алеппо | Клімат Алеппо | Клімат Алеппо | Клімат Алеппо | Клімат Алеппо | Клімат Алеппо | Клімат Алеппо |
| Показник                | Січ.          | Лют.          | Бер.          | Квіт.         | Трав.         | Черв.         | Лип.          | Серп.         | Вер.          | Жовт.         | Лист.         | Груд.         | Рік           |
| Абсолютний максимум, °C | 17            | 22            | 26            | 35            | 41            | 41            | 42            | 46            | 41            | 37            | 27            | 21            | 46            |
| Середній максимум, °C   | 8             | 11            | 15            | 21            | 27            | 32            | 35            | 35            | 32            | 26            | 17            | 10            | 22            |
| Середня температура, °C | 6             | 7             | 11            | 16            | 21            | 26            | 29            | 28            | 26            | 20            | 12            | 7             | 17            |
| Середній мінімум, °C    | 2             | 3             | 6             | 10            | 15            | 18            | 22            | 22            | 19            | 14            | 7             | 4             | 12            |
| Абсолютний мінімум, °C  | −11           | −6            | −7            | 0             | 6             | 10            | 13            | 11            | 6             | 2             | −3            | −6            | −11           |
| Норма опадів, мм        | 60            | 50            | 40            | 30            | 10            | 0             | 0             | 0             | 0             | 20            | 30            | 60            | 330           |
| ----------------------- | ------------- | ------------- | ------------- | ------------- | ------------- | ------------- | ------------- | ------------- | ------------- | ------------- | ------------- | ------------- | ------------- |
| Джерело: Weatherbase    |               |               |               |               |               |               |               |               |               |               |               |               |               |

## Визначні місця

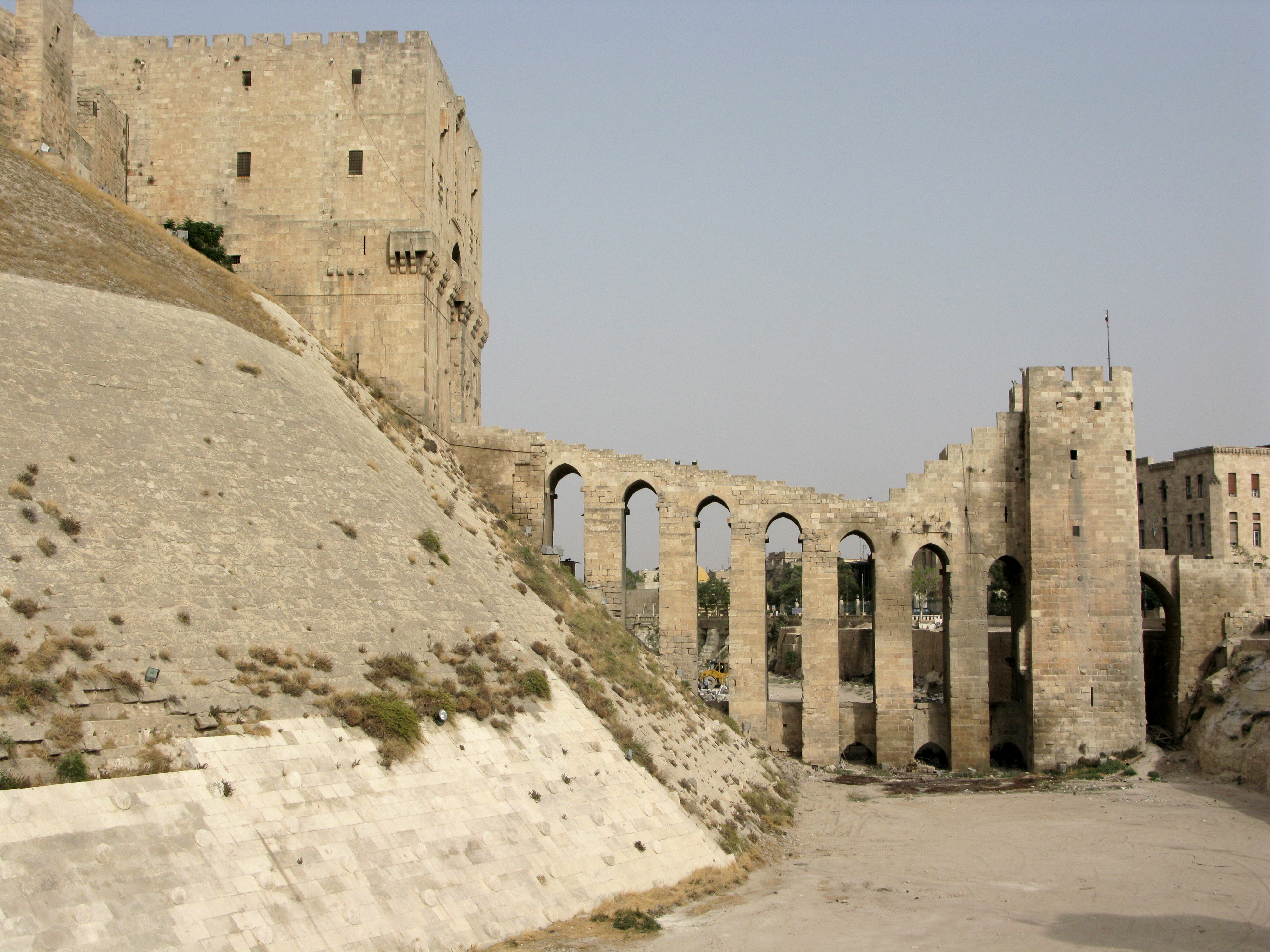
Цитадель Алеппо

Цитадель Алеппо збудували її у XIII столітті на руїнах давнішого укріплення. За переказами, саме на тій горі, де пас худобу Авраам. Головна брама твердині — яскравий зразок арабської фортифікації. З півночі та півдня над ровами вивищуються великі вежі, а саме заглиблення сягає 20 метрів. У фортеці добре збереглися тронний зал, лазні, мечеть. Цитадель не раз було зруйновано під час штурмів та землетрусів, але щоразу її відроджували з руїн. Коли вона втратила оборонне значення, тут розмістили сумнозвісну «В'язницю крові». Нині цитадель реставрують, вона належить до списку об'єктів Всесвітньої Культурної Спадщини ЮНЕСКО.
Мечеть Джамія Закарієх — усипальня пророка Захарії, батька Іоанна Хрестителя — є зменшеною копією церкви, розміщеної під склепіннями мечеті. За зеленим склом заховано кам'яний саркофаг із мощами пророка.
У старому місті розташований найбільший у світі історичний ринок-сук Аль-Мадіна, що простягся на 13 км й з 1986 року занесений разом зі старим містом до Списку об'єктів Всесвітньої Культурної Спадщини ЮНЕСКО.
У місті мешкає найбільше християн у Сирії — 120 тисяч, це представники 11 конфесій і течій. Як і по всьому Близькому Сході, християни розселені в Алеппо компактно — кварталами й вулицями. Православні, греко-католики, вірмени, ассирійці, монофізити, мароніти, протестанти, латинники — кожен знаходить одновірців та однодумців. В Алеппо сім великих церков і три монастирі, найвеличніший із них — вірменський собор 40 святих.
Більшість недорогих готелів розташовані поблизу Годинникової Вежі, на вулиці Баб-аль-Фарадж. Прямі автобусні рейси сполучають Халаб із Дамаском і Пальмірою, хороше сполучення з турецькою Антакією та ліванським Бейрутом. Є пряме авіасполучення з Україною (Харків, Одеса, Донецьк, здебільшого чартери).

## Музеї
- Національний музей Алеппо

## Відомі люди
- Яків Едеський (640—708) — єпископ Едеси та видатний християнський письменник, що писав класичною сирійською мовою.
- Жан Карзу — відомий майстер живопису, графіки, сценографії Франції XX століття, вірменин за походженням.
- Еміль Бенвеніст — французький мовознавець.
- Маряна Марраш (1848—1919) — османська сирійська поетка.
- Мохамед Саід Акіль — Надзвичайний і Повноважний Посол Сирії в Україні. Мер Алеппо.
- Мустафа Наїма (1655—1716) — османський історик і чиновник.
- Мустафа Аккад — американець сирійського походження, кінопродюсер і режисер.